# Бовиле
Бовиле (Bovillae) е древен град в регион Лацио, на територията на Марино, провинция Рим, в местността Кастели Романи в Централна Италия.
Основан е от бегълци от Алба Лонга. През 493 пр.н.е. влиза в латинския съюз. През 293 пр.н.е. е станция на Виа Апиа на 18 км югоизточно от Рим.
На 18 януари 52 пр.н.е. на „Виа Апия“, наблизо до Бовиле, се бият Публий Клодий Пулхер и Тит Аний Мило, при която Клодий е убит.